# Abú Tammám
Abú Tammám, rodným jménem Habíb ibn Aus (804, Džasím – 29. srpna 846, Mosul) byl arabský básník narozený na území dnešní Sýrie. Psal ódy, ve kterých oslavoval vítězství Arabů nad Byzancí, milostné básně i asketickou poezii (zuhdiyat). Nejvíce ovšem proslul svými antologiemi, v nichž zachránil mnoho starších textů. Nejznámější z těchto antologií je Kniha odvahy (Kitáb al-Hamás), která obsahuje úryvky z díla 570 předislámských a raně islámských básníků. Desetidílná antologie obsahuje celkem 884 básní. Jeho otec byl křesťan a on původně také byl, což později zapíral a vymyslel si falešný rodokmen. Působil na dvoře abbásovského chalífy Al-Mu’tasima v Bagdádu. Jeho žákem byl básník Buhturi, ač se stylem značně lišili a byli často dáváni do protikladu - Tammámova poezie byla oproti Buhturiho vnímána jako příliš komplikovaná a ornamentální.